# Louise Aaskov
Louise Aaskov (født 8. juli 1994 i Aabenraa) er en dansk håndboldspiller, der spiller for Nykøbing Falster Håndboldklub. Hun kom til klubben i 2015. Hun har tidligere optrådt for HC Odense og SønderjyskE Håndbold.
Hun har op til flere U-landsholdskampe på CV'et. Hun var blandt andet med til at vinde guld til U18 VM i Montenegro i 2012.